# 西川治 (写真家)
西川 治（にしかわ おさむ、1940年 - ）は、日本の写真家、エッセイスト、画家。ネコをモチーフとした作品や、食文化に関する作品多数を発表しており、料理人としても活動している。
早稲田大学文学部中退。1970年ころから本格的に写真家として活動し、1971年の写真集『ニホンザル』が注目された。
1980年代以降は食文化に関するエッセイなどを発表し、1985年の『悦楽的男の食卓』などが注目された。1986年には栃木県那須、1992年には東京都内に料理スタジオを設け、以降は料理レシピも自作した著作を数多く発表する。
2001年にはNHK『きょうの料理』にも出演したほか、テレビ出演の機会も多い。

## おもな著書

### 写真集（撮影）
- （河合雅雄・徳田喜三郎監修 西川治撮影）ニホンザル、角川書店、1971年
- 可愛い子ども : 西川治写真集、ベストセラーズ、1972年
- 可愛いねこ、ベストセラーズ、1973年
- 可愛い仔犬、ベストセラーズ、1975年
- ズッケロとカピートに仔猫が生まれた、草思社、1978年

### エッセイ（文と写真）
- ピッツアの本、文化出版局、1980年
- マスタードをお取りねがえますか。 : 男の料理コラム33、河出書房新社、1988年　のち文庫化
- 悦楽の野外料理、	CBS・ソニー出版、1989年
- 男の私小説風料理、ソニー・マガジンズ、1991年
- 私が食べたイタリア料理、ソニー・マガジンズ、1992年
  - 改題文庫化：イタリア半島「食」の彷徨、小学館文庫、2000年
- 世界街角料理の旅 : いい匂いにつられて食べた、ソニー・マガジンズ、1993年
- 世界朝食紀行、マガジンハウス、2000年
  - 改題文庫化：世界ぐるっと朝食紀行、新潮文庫、2007年
- 快食快汗 : 韓国食の極意をもとめて、幻冬舎、2001年
- 食べまくり韓食韓菜大全、東京書籍、2002年
- Miao、角川書店、2002年
- 見つめる犬、二見書房、2003年
- 世界ぐるっとほろ酔い紀行、新潮社、2010年
- 世界ぐるっと肉食紀行、新潮文庫、2011年

### 料理本（料理、文と写真）
- 悦楽的男の食卓、マガジンハウス、1985年
  - 文庫化：悦楽的男の食卓、中公文庫ビジュアル版、1996年
- 西川治の「パスタ・ノート」 : イタリア式調理術、雄鶏社、1991年
- 鰯まるごとごちそう料理、主婦と生活社、1993年
- 朝食365日 : 快適な1日は、朝にあり、マガジンハウス、1993年
  - 改題文庫化：私が食べた朝食365日、小学館、1998年
- 西川治のウィークエンド・バーベキュー、雄鶏社、1993年
- 西川治の大皿料理、雄鶏社、1994年
- 光と風のサラダ・パスタ、主婦と生活社、1995年
- おいしいたまご料理 : 基礎から応用まで詳しくレッスン、雄鶏社、1995年
- Suji madness : 男の料理すじ肉、マガジンハウス、1996年
- Motsu madness : 男の料理内臓、マガジンハウス、1996年
- Teba madness : 男の料理手羽、マガジンハウス、1996年
- 西川治極意の料理、小学館、1998年
- こんなにおいしいサラダ : おつまみサラダから、ごはんサラダまで、文化出版局、2000年
- 青背の魚を食べつくす、講談社、2004年
- 今夜はカレー! : 辛い!旨い!の厳選カレー37、成美堂出版、2004年
- 酒ありて肴肴ありて酒、	角川SSコミュニケーションズ、2009年
- おうち亭へようこそ、マガジンハウス、2010年